# Post-war consensus
Der Post-war consensus (englisch für „Nachkriegskonsens“) in Großbritannien war eine sich auf die Anerkennung eines Kräftegleichgewichts zwischen Konservativen und Unternehmern einerseits sowie Labour Party und Gewerkschaften andererseits stützende Politik, in der von 1945 bis 1979 der Unmöglichkeit eines einseitigen Durchsetzens gesellschafts- oder wirtschaftspolitischer Ziele Rechnung getragen wurde.
Eine kollektivistische Grundstimmung hatte sich bereits während des Zweiten Weltkriegs eingestellt, begünstigt auch durch Aktivitäten wie jener des Left Book Club, der die britischen Krisenzonen ins öffentliche Bewusstsein brachte. Eine Art „Kriegskonsens“ schlug sich 1942 im Beveridge-Report nieder, der einen neuen Rahmen gemeinsamer Bürgerrechte vorgab. Die Kriegswirtschaft lieferte Erfahrungen, nützlich für die Festlegung von vier Eckpunkten einer neuen Ordnung, die stark an keynesschem Gedankengut ausgerichtet war:
1. Die gesellschaftliche und wirtschaftliche Entwicklung sollte nicht dem Zufall überlassen bleiben, sondern politisch verantwortet sein.
2. Vollbeschäftigung sollte als Grundlage für den Aufbau eines Wohlfahrtsstaats dienen.
3. Private und staatliche Unternehmen sollten nebeneinander in einer mixed economy bestehen, mit Regierungseinfluss auf die Schlüsselsektoren.
4. Die Gewerkschaften sollten voll anerkannt werden – es erwuchs daraus das „free collective bargaining“, das System der „Freien Tarifverhandlungen“.

Die Regierung Attlee setzte die Ideen rasch in die Tat um, am bemerkenswertesten mit Aneurin Bevans National Health Service. Man kam zwar nicht umhin, eine Reliberalisierung der Wirtschaftspolitik zuzulassen, doch standen die Konservativen auch zum Wohlfahrtsstaat. Das 1950 bis 1979 in den Wahlen ausgeglichene Stimmenverhältnis wurde zwischen den beiden großen Parteien erst durch den „Winter of Discontent“ aufgehoben.